# Roberto Alecsandru
Roberto Alecsandru (n. 13 septembrie 1996, Ploiești, România) este un fotbalist român aflat sub contract cu formația din Liga a III-a, Agricola Borcea, evoluând pe postul de fundaș central.
1. ↑  Roberto Alecsandru, Transfermarkt, accesat în 9 octombrie 2017